# SCons
SCons es una herramienta de automatización multiplataforma y de código abierto empleada para la construcción e instalación de software a través de scripts hechos en Python. Su objetivo es ser una alternativa al método de compilación tradicional de fuentes. Su funcionamiento es similar al de GNU Build System o CMake.
Scons genera las configuraciones de un proyecto y construye implementaciones de procesos mediante scripts de Python.

## Características principales
- SCons posee soporte incorporado para C, C++, Java, Fortran, D, TeX, LaTeX y otros lenguajes.
- Es posible usarlo con Microsoft Visual Studio y generar los archivos correspondientes del proyecto.
- Posibilidad de usar Python, de esta forma el usuario tiene acceso a un lenguaje de programación de propósito general para crear los scripts de construcción.
- Análisis de dependencias automático para C, C++ y Fortran. Esta característica puede ser extendida a otros lenguajes por el usuario a través de expresiones regulares.
- Detección de cambios comparando los hash MD5 de los archivos.
- Uso del archivo SConstruct para definir las instrucciones de construcción e instalación.

## Ejemplos de uso
El ejemplo más básico de un archivo SConstruct para compilar un programa escrito en C del tipo hola mundo usando el compilador por defecto en el sistema es el siguiente:
```
Program
(
"hola_mundo.c"
)

```

Es posible crear un entorno o environment personalizado para compilar un programa más complejo:
```
env
 
=
 
Environment
(

    
CC
 
=
 
"gcc"
,

    
CCFLAGS
 
=
 
[
"-Wall"
,
 
"-std=c11"
]

)

env
.
Program
(
"programa"
,
 
[
"codigo1.c"
,
 
"codigo2.c"
,
 
"codigo3.c"
])

```

## Programas que usan SCons
Algunas aplicaciones notables que hacen uso de SCons son: Doom 3, MongoDB, Nullsoft Scriptable Install System y Godot.